# Satyrus allionii
Satyrus allionii är en fjärilsart som beskrevs av Jacob Hübner 1826. Satyrus allionii ingår i släktet Satyrus och familjen praktfjärilar. Inga underarter finns listade.